# Polaris (australische Band)
Polaris ist eine 2012 gegründete Metalcore-Band aus Sydney, Australien.

## Geschichte
Polaris wurde im Jahr 2012 in der australischen Metropole Sydney gegründet und besteht aus Sänger Jamie Hails, dem Gitarristen Rick Schneider, dem Bassisten Jake Steinhauser, welcher zudem als Hintergrundsänger fungiert, und dem Schlagzeuger Daniel Furnari. Ehemalige Musiker sind der Keyboarder James West und Gitarrist Ryan Siew. Ende November des Jahres 2013 erschien mit Dichotomy eine EP mit sechs Titel, die von Will Putney produziert und in Eigenvertrieb veröffentlicht wurde. Bereits in den ersten drei Jahren absolvierte die Gruppe zwei Konzertreisen durch Australien und spielte dabei als Eröffnungs-Act auf dem von der Djent-Band Northlane organisierten Free Your Mind Festival.
Ende Januar des Jahres 2016 erst folgte die Herausgabe ihrer zweiten EP The Guilt and the Grief, welche ebenfalls sechs Stücke aufweist und bei dem Marcus Bridge von Northlane einen Gastgesangspart hat. Die in Eigenverlag veröffentlichte EP schaffte eine Notierung in den australischen Albumcharts, wo es in der Woche des 14. Februar 2016 auf Platz 34 einstieg und sich eine Woche lang halten konnte. Es folgten zwei weitere nationale Konzertreisen im Vorprogramm von Parkway Drive und im November mit Northlane. Letztere war restlos ausverkauft.
Nachdem die Band von Resist Records unter Vertrag genommen wurden und ihre EP The Guilt and the Grief als Vinyl neu auflegten, folgte Mitte des Jahres 2017 die Unterschrift bei SharpTone Records für den internationalen Markt. Am 3. November 2017 wurde das Debütalbum The Mortal Coil, das von Carson Wentz und Grant McFarland produziert wurde, weltweit veröffentlicht.
Im Februar 2017 tourte die Gruppe mit Periphery durch Australien, ehe zwischen dem 20. und 28. Oktober 2017 eine weitere Konzertreise auf nationaler Ebene, die fünf Konzerte umfasste, absolviert wurde. Eine Woche später startete die Band im Rahmen der Never Say Die! Tour ihre erste Tournee durch Europa, die von Emmure, Deez Nuts, Chelsea Grin, Sworn In, Kublai Khan und Lorna Shore begleitet wurde. Die Tournee endete am 28. November 2017 mit einem Konzert im LKA Longhorn in Stuttgart.
Im Jahr 2018 erhielt die Band eine Nominierung in der Kategorie Best Hard Rock/Heavy Metal Album für The Mortal Coil bei den ARIA Awards.
Am 19. Juni 2023 verstarb Gitarrist Ryan Siew (1997–2023) überraschend im Alter von 26 Jahren. Die Gruppe brach daraufhin ihre Festivalaktivitäten ab.

## Musik
Die Musik wird als eine melodische Variante des Metalcore beschrieben, welche ebenfalls Einflüsse der Djent-Bewegung zeigt. Verglichen wird die Band mit Architects und Northlane, durch ihren phasenweise poppigen Vibe gar mit Gruppen wie Erra und The Word Alive. Dem Gesang von Jamie Hails wird eine große Emotionalität, wie sie Kyle Pavone von We Came as Romans zu Tage bringt, zugeschrieben was auch Fans des Post-Hardcore gefalle. Verglichen wurde die Musik auch mit The Amity Affliction – besonders durch den Wechsel zwischen Klargesang und Screamings –, sowie mit Fallujah. Der Gesang wechselt, wie bei den meisten Vertretern dieser Musikrichtung, zwischen Screamings und melodischem Klargesang. Allerdings verzichten die Sänger ab und an auf das gängige Prinzip „geschriene Strophen, gesungener Refrain“, sondern drehen dieses Prinzip um; so im Stück Dusk to Day. In In Somnus Veritas verzichten die Musiker ganz auf klar gesungene Passagen und musikalische Struktur.
In ihrer Musik verwenden die Musiker die für das Genre bekannte Elemente wie Breakdowns, fesselnden Klargesang und Ambient-Passagen, was eine Ähnlichkeit zu vielen Vertretern des Metalcore zulässt. Allerdings hebt sich die Gruppe von anderen Metalcore-Bands durch ihre Mischung aus Metalcore, Post-Hardcore und progressiven Elementen ab. Des Weiteren wird die Musik als „Symbiose aus Eingängigkeit und hohem technischen Spielniveau“ bezeichnet.

## Diskografie

### Alben
| Jahr | Titel Musiklabel                  | Höchstplatzierung, Gesamtwochen, AuszeichnungChartplatzierungen (Jahr, Titel, Musiklabel, Platzierungen, Wochen, Auszeichnungen, Anmerkungen) | Höchstplatzierung, Gesamtwochen, AuszeichnungChartplatzierungen (Jahr, Titel, Musiklabel, Platzierungen, Wochen, Auszeichnungen, Anmerkungen) | Anmerkungen                             |
| Jahr | Titel Musiklabel                  | AU | DE | Anmerkungen                             |
| ---- | --------------------------------- | --- | --- | --------------------------------------- |
| 2017 | The Mortal Coil SharpTone Records | AU6 (1 Wo.)AU | — | Erstveröffentlichung: 3. November 2017  |
| 2020 | The Death of Me SharpTone Records | AU3 (2 Wo.)AU | DE39 (1 Wo.)DE | Erstveröffentlichung: 21. Februar 2020  |
| 2023 | Fatalism SharpTone Records        | AU1 (2 Wo.)AU | DE25 (1 Wo.)DE | Erstveröffentlichung: 1. September 2023 |

### EPs
| Jahr | Titel Musiklabel                    | Höchstplatzierung, Gesamtwochen, AuszeichnungChartplatzierungen (Jahr, Titel, Musiklabel, Platzierungen, Wochen, Auszeichnungen, Anmerkungen) | Höchstplatzierung, Gesamtwochen, AuszeichnungChartplatzierungen (Jahr, Titel, Musiklabel, Platzierungen, Wochen, Auszeichnungen, Anmerkungen) | Anmerkungen                                                                         |
| Jahr | Titel Musiklabel                    | DE | AU | Anmerkungen                                                                         |
| ---- | ----------------------------------- | --- | --- | ----------------------------------------------------------------------------------- |
| 2013 | Dichotomy Eigenverlag               | — | — | Erstveröffentlichung: 29. November 2013                                             |
| 2016 | The Guilt and the Grief Eigenverlag | — | AU34 (1 Wo.)AU | Erstveröffentlichung: 29. Januar 2016 Wiederveröffentlicht 2017 über Resist Records |

### Singles
- 2017: The Remedy (AU: Gold)[16]

## Nominierungen
- ARIA Awards
  - 2018: Best Hard Rock/Heavy Metal Album für The Mortal Coil (nominiert)